# Милерови индекси
Милерови индекси представљају систем кристалографске нотације равни у Бравеовим кристалним решеткама. Индексе представљају три цела броја {\displaystyle \ell ,m,n} која записана у заградама {\displaystyle (\ell ,m,n)} одређују раван кристала. Ако посматрамо Декартов координатни систем у три димензије са осама {\displaystyle x,y,z\,\!} и ако су тачке пресека кристалографске равни са овим осама редом {\displaystyle a,b,c\,\!}, онда су Милерови индекси одређени вредностима:
 {\displaystyle \ell =1/a,} {\displaystyle m=1/b\,\!} и {\displaystyle n=1/c\,\!}. 

Овај начин нотације је уведен, јер у случају да раван не пресеца неку од оса, добијамо одговарајући Милеров коефицијент једнак нули уместо бесконачности. По конвенцији, негативни цели бројеви се записују са цртом изнад броја, уместо са знаком минус испред (пример {\displaystyle {\bar {3}}} за {\displaystyle -3\,\!}). При запису Милерових индекса потребно је поштовати још једно правило, а то је да су записани тако да им Највећи заједнички делилац буде 1. Милерови индекси {\displaystyle [010\,\!]} представљају раван која не пресеца {\displaystyle x\,\!} и {\displaystyle z\,\!} осе, односно раван која је ортогонална на {\displaystyle y\,\!} правац, док би индекси {\displaystyle [001\,\!]} представљали ортогоналну раван на {\displaystyle z\,\!} осу.
Наведени Милерови индекси {\displaystyle [010\,\!]} и {\displaystyle [001\,\!]} представљају стране кубичних кристалних решетки. Према конвенцији, фамилија ових равни: {\displaystyle [100\,\!],} {\displaystyle [010\,\!],} {\displaystyle [001\,\!],} {\displaystyle [{\bar {1}}00\,\!]}... се може представити следећом нотацијом {\displaystyle \left\{001\right\rbrace }.
Милерови индекси су уведени 1839. године од стране британског минеролога Вилијама Милера. А, метод је у ранијим документима био познат и као Милеров систем, а индекси као Милеријани, што се данас веома ретко среће у пракси.